# Окен, Лоренц
Ло́ренц О́кен (нем. Lorenz Oken, имя при рождении нем. Lorenz Okenfuss; 1 августа 1779[…], Оффенбург — 11 августа 1851[…], Цюрих[…]) — немецко-швейцарский ботаник, миколог, зоолог, натуралист (естествоиспытатель), физиолог, доктор медицинских наук, философ, профессор.

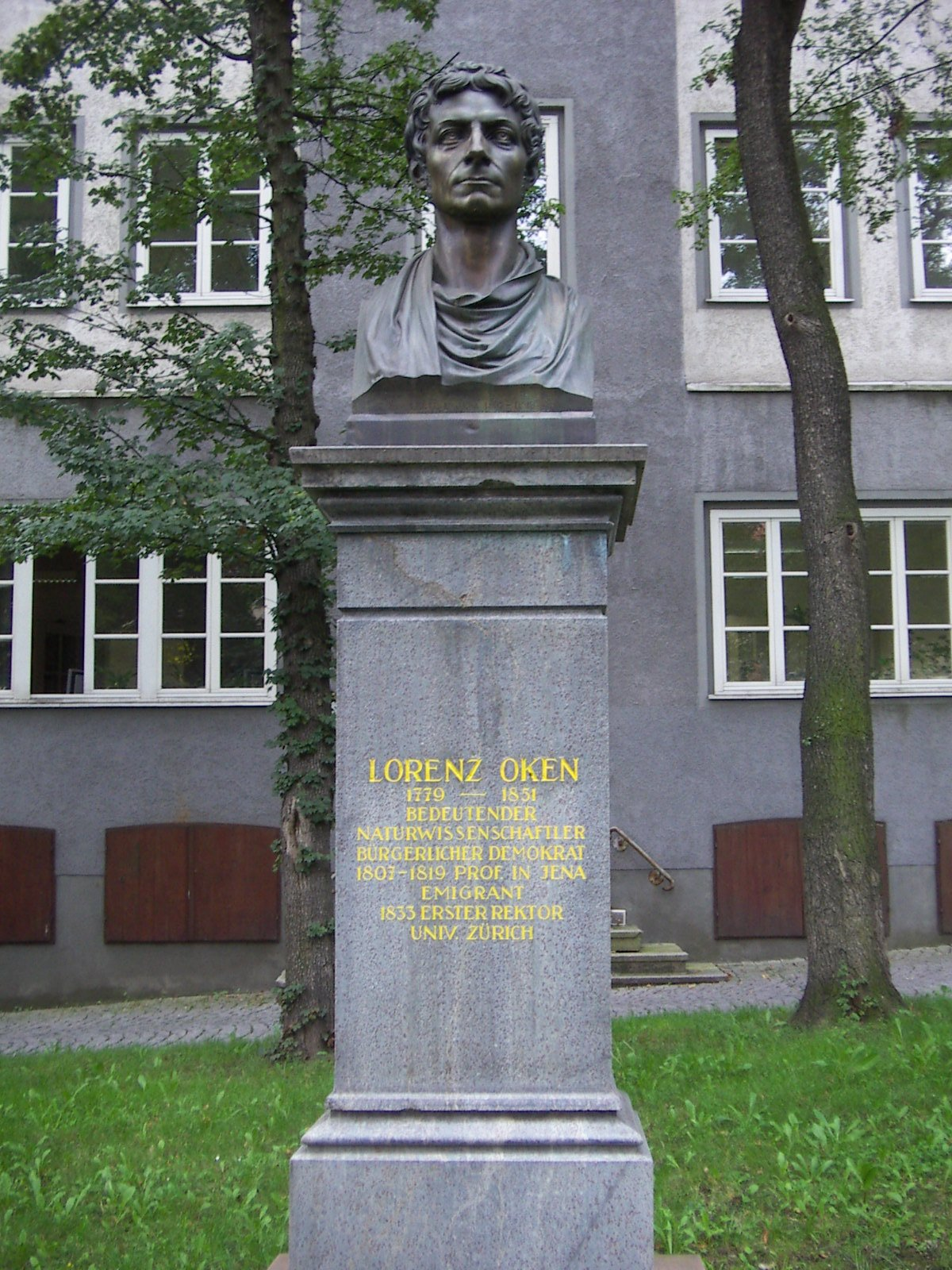
Памятник Лоренцу Окену в Йене, 21 августа 2006 года

## Биография
Лоренц Окен родился 1 августа 1779 года в городе нем. Bohlsbach, который в настоящее время является частью Оффенбурга. После получения образования в университетах Фрайбурга и Вюрцбурга, где он изучал натуральную историю и медицину, Лоренц поступил на должность приват-доцента в Гёттингенский университет, где он сократил свою фамилию до нем. Oken. Там в 1802 году он опубликовал свою первую небольшую научную работу «Grundriss der Naturphilosophie, der Theorie der Sinne, mit der darauf gegründeten Classification der Thiere», которая стала первой в серии последующих работ, сделавших Окена одним из лидеров естествознания в Германии. В 1804 году получил степень доктора медицинских наук. С 1809 по 1811 год Окен написал научную работу Lehrbuch der Naturphilosophie. В 1818 году Лоренц Окен стал членом немецкого общества естествоиспытателей «Леопольдина». С 1833 по 1843 год Окен написал научную работу Allgemeine Naturgeschichte für alle Stände. Лоренц Окен умер в Цюрихе 11 августа 1851 года. В его честь был назван минерал окенит и кратер Окен на Луне.

## Научная деятельность
В работе 1802 года Grundriss der Naturphilosophie Лоренц Окен впервые набросал контуры новой системы классификации животных, которую впоследствии долгое время совершенствовал. Основной тезис Лоренца состоял в том, что «классы животных суть не что иное, как представление органов чувств, и что они должны строиться в соответствии с ними». Следовательно, Окен утверждал, что существует всего пять классов животных:
- Dermatozoa, или беспозвоночные;
- Glossozoa, или рыбы, те животные, у которых впервые появляется настоящий язык;
- Rhinozoa, или пресмыкающиеся, у которых впервые открывается нос и через него вдыхается воздух;
- Othozoa, или птицы, у которых ухо впервые открывается наружу;
- Ophthalmozoa, или млекопитающие, у которых все органы чувств присутствуют и полны, а глаза подвижны и покрыты веками.

В 1805 году Окен сделал ещё один шаг вперед в применении априорного принципа в книге Die Zeugung, где утверждал, что «все органические существа происходят из пузырьков или клеток и состоят из них. рассматриваемые в их первоначальном процессе производства, представляют собой инфузорную массу или протоплазму (Urschleim), из которой формируются или развиваются все более крупные организмы. Следовательно, их производство есть не что иное, как регулярное скопление инфузорий, а не, конечно, видов, уже выработавшихся или развившихся. совершенны, а состоят из слизистых пузырьков или точек вообще, которые сначала формируются путем их соединения или соединения в отдельные виды».
Через год после публикации этого трактата Окен завершил следующий этап развития своей системы, и в томе, опубликованном в 1806 г. и написанном при содействии Дитриха фон Кизера (1779—1862), под названием Beiträge zur vergleichenden Zoologie, Anatomie, und Physiologie, он продемонстрировал, что кишечник происходит из пупочного пузырька и что он соответствует желточному мешку. Каспар Вольф (1735—1794) ранее утверждал, что продемонстрировал этот факт на цыпленке (Theoria Generationis, 1774), но не рассматривал его применение как доказательство общего закона.
В области ботаники Лоренц Окен специализировался на семенных растениях и микологии.

## Научные работы
- Lehrbuch der Naturphilosophie, 3 Bde., 1809—1811[4].
- Allgemeine Naturgeschichte für alle Stände, 15 Bde., 1833—1843[4].